# زيارة (الباب)
زيارة  قرية سوريّة تتبع إداريّاً لمحافظة حلب منطقة الباب ناحية الراعي، بلغ تعداد سكانها 140 نسمة حسب التعداد السكاني لعام 2004.